# Kevin Mejía
Kevin Mejía Castillo (* 5. Mai 1995) ist ein honduranischer Ringer. Er trat bei den Olympischen Sommerspielen 2024 in Paris an und fungierte auch als Fahnenträger seines Teams.

## Leben
Mejía wurde 1995 geboren. Er ist das zweite von fünf Kindern und verbrachte seine Jugend in Triunfo de la Cruz, Honduras. Als Kind verkaufte er Kreisel. Im Alter von 13 Jahren zog er nach Tegucigalpa, wo er nach dem Vorbild eines Bruders zum Ringer ausgebildet wurde. Er ging an das Hochleistungszentrum des Comité Olímpico Hondureño (Honduran Olympic Committee, COH, Honduranisches Olympisches Komitee) und gewann 2011 eine Bronzemedaille in der Kadetten-Kategorie bei den Ringer-Juniorenweltmeisterschaften in Ungarn. Er gewann Gold bei den Zentralamerikaspielen 2013 und dann zwei Bronzemedaille bei den Zentralamerika- und Karibikspiele 2014 in Veracruz.
Mejía war Fahnenträger für Honduras bei den Panamerikanischen Spielen 2015 in Toronto. Dort trat er in der Gewichtsklasse bis 98 kg im griechisch-römischen Ringen an und gewann Silber. Er war damit der erste Einzelsportler von Honduras in der Geschichte der Panamerikaspiele, der Silber gewonnen hat, sowie der einzige Medaillengewinner des Landes bei den Spielen 2015. Später im Jahr trat er nochmals bei den Ringer-Juniorenweltmeisterschaften in Salvador da Bahia an und gewann eine Bronzemedaille in der Gewichtsklasse bis 96 kg.
Mejía ging 2016 zum deutschen Ringerclub SC-Oberelsbach. Er gewann Silber bei den Zentralamerika- und Karibikspielen 2018 in Barranquilla, gewann Bronze bei den Panamerikanischen Spielen 2019 in Lima und Bronze beim Franzöisischen Grand Prix 2020. Er gewann erneut Gold bei den 2021 Pan American Wrestling Championships in Guatemala und war damit der erste Honduraner. 2023 errang er Bronze bei den Panamerikanischen Spielen 2023 als einziger Medaillengewinner für Honduras. Er qualifizierte sich für die Olympischen Sommerspielen 2024 durch einen Sieg im 2024 Pan American Wrestling Olympic Qualification Tournament. Er war damit der erste Honduraner der sich qualifizierte und der einzige, der sich direkt für die Olympischen Spiele qualifizierte, da alle anderen durch Quoten Zugang erhielten. Er war einer der Fahnenträger bei der Eröffnungszeremonie. Mejía nahm am Wettkampf Schwergewicht -97 kg teil. Er wurde von Rustam Assakalov aus Usbekistan im ersten Kampf geschlagen.

## Familie
Mejía hat einen Sohn.